# Nervo olfatório
O nervo olfatório (português brasileiro) ou olfactivo (português europeu) constitui, com o homólogo contralateral, o primeiro (I) par de nervos cranianos.
É representado por numerosos pequenos feixes nervosos que, originando-se na região olfatória de cada fossa nasal, atravessam a lâmina crivosa do osso etmóide e chegam no bulbo olfatório. Após este, o trato olfatório se divide em fibras laterais e mediais, e delimitam o trígono olfatório. É o menor dos nervos cranianos. Juntamente com o nervo óptico não tem ligação com o tronco encefálico, e sim com o telencéfalo.
É um nervo exclusivamente sensitivo, conduz impulsos olfatórios, sendo classificado como fibras aferentes viscerais especiais, ou seja, levam estímulo do nariz para o sistema nervoso central. O estímulo entra pela narina, nas terminações nervosas aí existentes, ativa o bulbo olfatório e dele segue para o sistema olfatório via trato olfatório.

## Testando o nervo olfatório
Coloca-se algo com odor próximo a uma das narinas e tampa-se a outra, testa-se com isto se paciente pode detectar o cheiro. Em seguida o teste é realizado na narina do lado oposto.